# 581 aC

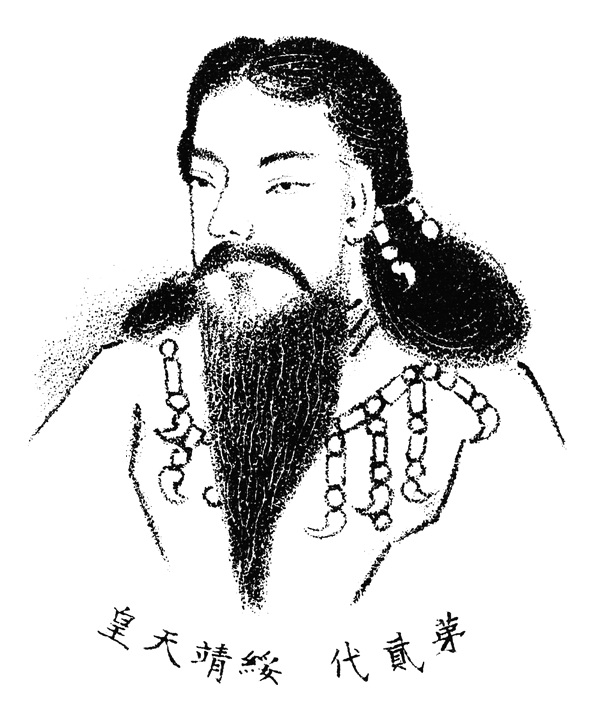
Suizei, el segon emperador del Japó

L'any 581 aC va ser un any del calendari romà prejulià. També anomenat 173 des de la fundació de Roma (Ab urbe condita).

## Esdeveniments

### Grècia
- Els Jocs Ístmics s'organitzen a Corint.
- Damasias és escollit Arcont d'Atenes.

### Itàlia
- Els grecs de Gela a Sicília funden la nova ciutat d'Akragas (actual Agrigent).

### Japó
- Suizei (r. 581 – 549 aC), el segon emperador del Japó segons la numeració tradicional inicia el seu regnat.

## Necrològiques
- El duc Jing de Jin, governant de l'Estat de Jin, mor després de caure dins d'una latrina de fosa.[1]
- Jinmu, el primer emperador del Japó segons la numeració tradicional, mor.
- Psamètic, el nebot i successor de Periandre, és assassinat. Acabant amb el govern dels tirants a Corint.